# 1977-es magyar asztalitenisz-bajnokság
Az 1977-es magyar asztalitenisz-bajnokság a hatvanadik magyar bajnokság volt. A bajnokságot február 11. és 12. között rendezték meg Budapesten, a Nemzeti Sportcsarnokban.

## Eredmények
| Versenyszám  | Arany                                                               | Arany | Ezüst                                                        | Ezüst | Bronz | Bronz |
| ------------ | ------------------------------------------------------------------- | ----- | ------------------------------------------------------------ | ----- | --- | ----- |
| Férfi egyéni | Jónyer István Bp. Spartacus                                         |       | Frank Béla Postás SE                                         |       | Börzsei János BVSCAsztalos István Ganz-MÁVAG VSE                                                                    |       |
| Női egyéni   | Kisházi Beatrix Statisztika Petőfi SC                               |       | Oláh Zsuzsa Statisztika Petőfi SC                            |       | Magos Judit Statisztika Petőfi SCCsík Márta 31. sz. Építők                                                          |       |
| Férfi páros  | Klampár Tibor, Jónyer István Bp. Spartacus                          |       | Frank Béla, Molnár János Postás SE, Bp. Spartacus            |       | Asztalos István, Guttmayer József Ganz-MÁVAG VSEBörzsei János, Lipovits Gyula BVSC, VM Közért                       |       |
| Női páros    | Magos Judit, Szabó Gabriella Statisztika Petőfi SC                  |       | Kisházi Beatrix, Bogyó Katalin Statisztika Petőfi SC         |       | Oláh Zsuzsa, Iváskó Gabriella Statisztika Petőfi SC, BSEMolnár Anna, Csík Márta Miskolci Építők MTE, 31. sz. Építők |       |
| Vegyes páros | Klampár Tibor, Szabó Gabriella Bp. Spartacus, Statisztika Petőfi SC |       | Frank Béla, Kisházi Beatrix Postás SE, Statisztika Petőfi SC |       | Gergely Gábor, Magos Judit BVSC, Statisztika Petőfi SCTímár Ferenc, Csík Márta Bp. Spartacus, 31. sz. Építők        |       |